# Наташа (филм)
Наташа је југословенска драмски филм, снимљен 2001. године у режији Љубише Самарџића.

## Радња
Наташа, седамнаестогодишња девојка је главни лик овог филма. Главна јунакиња Наташа је својеглава, изузетно храбра и интелигентно планира сваки наредни корак. Радња филма дешава се 2000. године, у познатом периоду када су се одвијали непријатни и неминовни догађаји.
Њен отац, полицијски инспектор, је убијен у неразјашњеном атентату. У корумпираном систему, годину дана касније, Наташа, по сваку цену спремна да сазна истину, креће у безглаву дечју освету, гоњена својим емотивним хаосом у вртлогу времена у којем се све вредности руше. Полако њена дечја играрија прераста у окрутан и авантуристички живот. Не знајући на коју страну да се определи, у дилеми између љубави према Марку, ожењеном продавцу из књижаре, и непланиране заштите коју јој нуди Марков друг Киза, окорели криминалац, она све више тоне.

## Улоге
| Глумац                  | Улога                 |
| ----------------------- | --------------------- |
| Тијана Кондић           | Наташа                |
| Никола Ђуричко          | Марко                 |
| Аница Добра             | Сандра                |
| Бојан Димитријевић      | Мрвица                |
| Борис Миливојевић       | Џени                  |
| Давор Јањић             | Киза                  |
| Драган Бјелогрлић       | Аца                   |
| Ненад Стојменовић       | Макса                 |
| Зоран Цвијановић        | Милутин               |
| Михајло Бата Паскаљевић | Пензионер             |
| Бранислав Цига Јеринић  | Пензионер             |
| Марко Васовић           | Дача                  |
| Слободан Ћустић         | Илија                 |
| Неда Арнерић            | Биљана Наташина мајка |
| Рената Улмански         | Кизина мајка          |
| Даница Максимовић       | Директорка школе      |
| Владан Дујовић          | Стева                 |
| Љубиша Самарџић         | Тоша                  |

## Награде и признања
Тијана Кондић је за улогу Наташе освојила следеће награде:
- Златна арена за најбољу главну женску улогу на Филмском фестивалу у Пули[4]
- Статуета слободе је награда за најбољу женску улогу на 30. Филмском фестивалу у Сопоту[5]
- Златна мимоза на Филмском фестивалу у Херцег Новом[6]
- Најбољи натуршчик — 36. Филмски сусрети у Нишу[7]